# Punk Goes...
Punk Goes... è una serie di compilation pubblicate della Fearless Records. Dal 2000 sono stati pubblicati diciotto album.

## Descrizione
Le raccolte propongono cover, eseguite da vari gruppi della scena punk rock, di canzoni di altri generi o periodi. Fanno eccezione Punk Goes Acoustic, Punk Goes Acoustic 2 e Punk Goes Acoustic 3, nei quali le band hanno registrato versioni acustiche delle proprie canzoni, e Punk Goes Christmas, che propone sia cover che pezzi originali. Altra eccezione è la traccia dei The Aquabats, Why Rock?, contenuta nel primo album Punk Goes Metal: in realtà non è una cover ma una composizione originale, accreditata al gruppo musicale immaginario "Leather Pyrate".
Otto canzoni presenti in Punk Goes X erano già presenti nelle raccolte precedenti Punk Goes Classic Rock e Punk Goes Pop 3.

## Elenco
- 2000 – Punk Goes Metal[5]
- 2002 – Punk Goes Pop[10]
- 2003 – Punk Goes Acoustic[1]
- 2005 – Punk Goes 80's[11]
- 2006 – Punk Goes 90's[12]
- 2007 – Punk Goes Acoustic 2[2]
- 2008 – Punk Goes Crunk[13]
- 2009 – Punk Goes Pop 2[14]
- 2010 – Punk Goes Classic Rock[8]
- 2010 – Punk Goes Pop 3[9]
- 2011 – Punk Goes X[7]
- 2011 – Punk Goes Pop 4[15]
- 2012 – Punk Goes Pop 5[16]
- 2013 – Punk Goes Christmas[4]
- 2014 – Punk Goes 90's 2[17]
- 2014 – Punk Goes Pop 6[18]
- 2017 – Punk Goes Pop 7[19]
- 2019 – Punk Goes Acoustic 3[3]